# Leo Luzar
Leo Luzar (* 6. prosince 1964 Nový Jičín) je český politik a technik, v letech 2014 až 2021 poslanec Poslanecké sněmovny PČR, v letech 2008 až 2010 a v letech 2021 až 2022 místopředseda KSČM, v letech 2002 až 2014 zastupitel města Ostravy, dlouholetý zastupitel Městského obvodu Ostrava-Jih (v letech 2002 až 2006 byl místostarostou tohoto obvodu).

## Život
Vystudoval Fakultu bezpečnostního inženýrství, studijní program Požární ochrana a průmyslová bezpečnost na Vysoké škole báňské v Ostravě, a získal tak titul Ing.[zdroj⁠?!] Následně studoval na Fakultě metalurgie a materiálového inženýrství, studijní program Ekonomika a řízení průmyslových systémů na Vysoké škole báňské v Ostravě a získal tak druhý titul Ing.[zdroj⁠?!] Pracoval jako živnostník v oblasti informačních technologií. V letech 2014–⁠2021 byl poslancem Parlamentu České republiky. Leo Luzar je ženatý a má dvě děti, žije v Ostravě.

## Politické působení
Do politiky vstoupil, když byl v komunálních volbách v roce 1990 zvolen za KSČM do Zastupitelstva Městského obvodu Ostrava-Jih. Mandát zastupitele městského obvodu obhájil i následujících volbách 1994, v komunálních volbách v roce 1998, v roce 2002, v roce 2006, v roce 2010, v roce 2014 a v roce 2018. V komunálních volbách v roce 2022 již nekandidoval. Kromě toho byl od listopadu 2002 do listopadu 2006 místostarostou městského obvodu.
V komunálních volbách v roce 1998 kandidoval do Zastupitelstva města Ostravy, ale neuspěl. Ostravským zastupitelem se stal až po komunálních volbách v roce 2002. Mandát zastupitele města pak obhájil v komunálních volbách v roce 2006 a v roce 2010. V komunálních volbách v roce 2014 již kandidoval na nevolitelném místě z titulů kandidatury ve sněmovních volbách.
Do vyšší politiky kandidoval v krajských volbách v roce 2000 za KSČM do Zastupitelstva Moravskoslezského kraje, ale neuspěl.
V květnu 2008 byl zvolen místopředsedou Ústředního výboru KSČM pro řízení stranické práce. V červnu 2010 se však KSČM rozhodla pro snížení počtu místopředsedů ze šesti na čtyři a Luzar byl z funkce místopředsedy ÚV KSČM i člena Výkonného výboru ÚV KSČM odvolán.
Zúčastnil se rovněž voleb do Senátu PČR v roce 2012, kdy kandidoval za KSČM v obvodu č. 71 – Ostrava-město. Se ziskem 15,10 % hlasů skončil na 3. místě a nepostoupil do druhého kola.
Neúspěšně kandidoval i ve volbách do Poslanecké sněmovny PČR v roce 2006 a v roce 2010, v obou případech za KSČM v Moravskoslezském kraji. Také ve volbách do Poslanecké sněmovny PČR v roce 2013 neuspěl. V Moravskoslezském kraji ale tentokrát skončil na 5. místě kandidátky a stal se prvním náhradníkem. Po zvolení Kateřiny Konečné do Evropského parlamentu ji tak dne 30. června 2014 nahradil v Poslanecké sněmovně PČR.
Ve volbách do Poslanecké sněmovny PČR v roce 2017 byl lídrem KSČM v Moravskoslezském kraji. Získal 2 622 preferenčních hlasů, a obhájil tak mandát poslance.
Ve volbách do Poslanecké sněmovny PČR v roce 2021 kandidoval jako lídr KSČM v Moravskoslezském kraji. Zvolen však nebyl, neboť KSČM nepřekročila pětiprocentní hranici nutnou pro vstup do Sněmovny. Na mimořádném sjezdu strany byl v říjnu 2021 zvolen do pozice místopředsedy strany pro odborné zázemí a teoreticko-ideovou práci. Na XI. sjezdu strany v květnu 2022 post neobhájil, jeho nástupcem se stal Ludvík Šulda.
Ve volbách do Senátu PČR v roce 2022 kandidoval jako nezávislý v obvodu č. 67 – Nový Jičín. Se ziskem 7,3 % hlasů se umístil na 5. místě a do druhého kola voleb nepostoupil. V roce 2024 kandidoval na ombudsmana DAMU, při volbě nezískal ani jeden hlas.
Ve volbách do Senátu PČR v roce 2024 kandidoval opět jako člen KSČM za koalici „KSČM, SD-SN, ČSNS“ v obvodu č. 71 – Ostrava-město. Se ziskem 10,49 % hlasů skončil na 3. místě a senátorem se tak nestal.
Ve sněmovních volbách v roce 2025 kandiduje na 6. místě kandidátní listiny hnutí Stačilo! v Moravskoslezském kraji.